# Tetramorium tsushimae
Tetramorium tsushimae (лат.) — вид муравьёв из подсемейства Myrmicinae, ранее в 1969—1995 годах известный под именем Tetramorium jacoti.

## Распространение
Дальний Восток (Амурская область, Приморский край, Бурятия), Япония, Китай, Монголия, Корея. Завезён в Северную Америку (США)

## Описание
Мелкие (длина рабочих 2,5—2,8 мм, матки вдвое крупнее) земляные муравьи бурого цвета. Этот вид заменяет Tetramorium caespitum на Дальнем Востоке. Стебелёк между грудкой и брюшком состоит из двух члеников: петиолюса и постпетиолюса (последний четко отделен от брюшка), жало развито, куколки голые (без кокона). Колонии полигинные и поликалические.

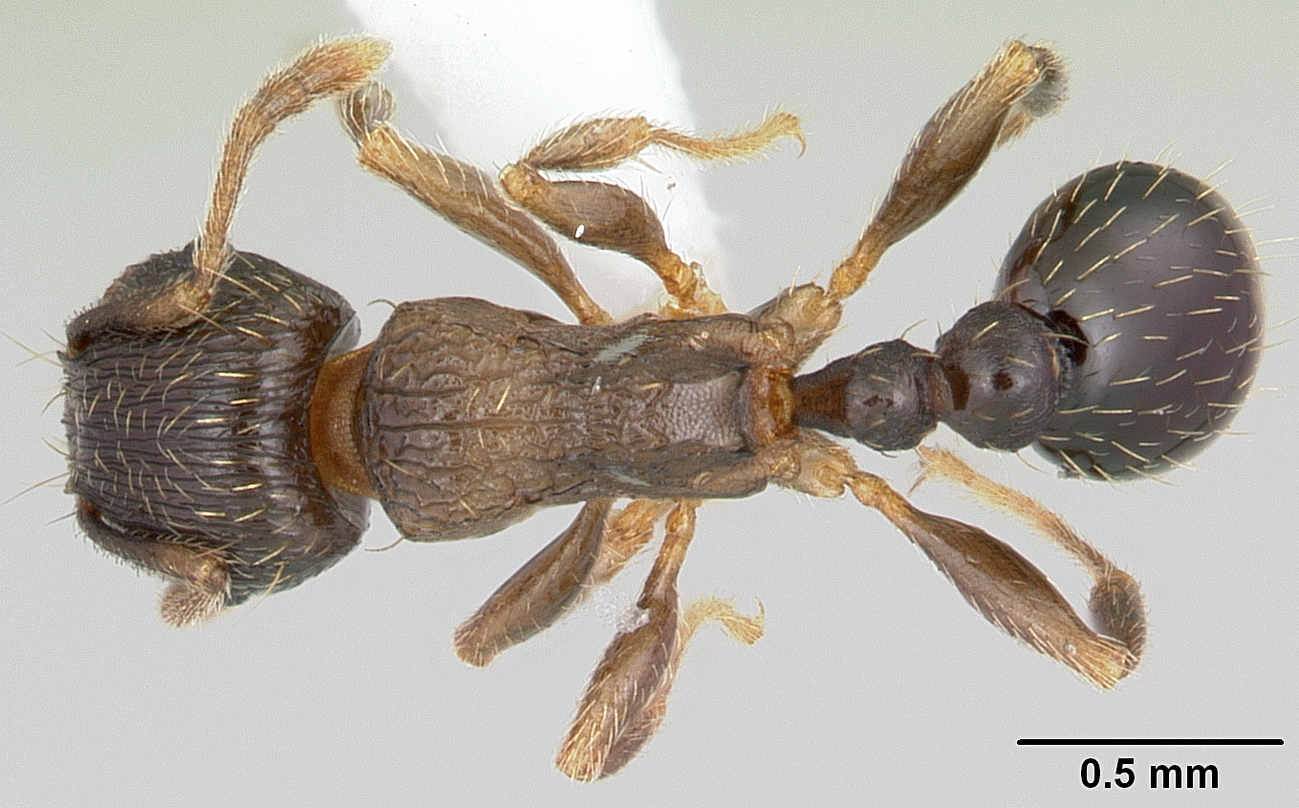
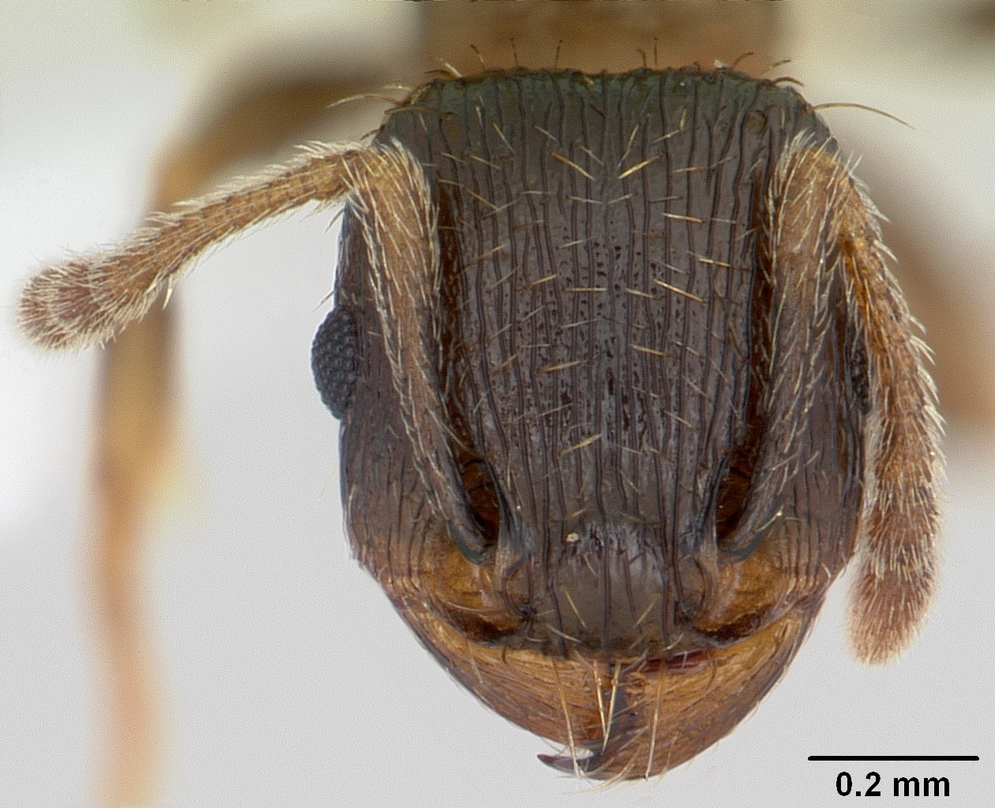
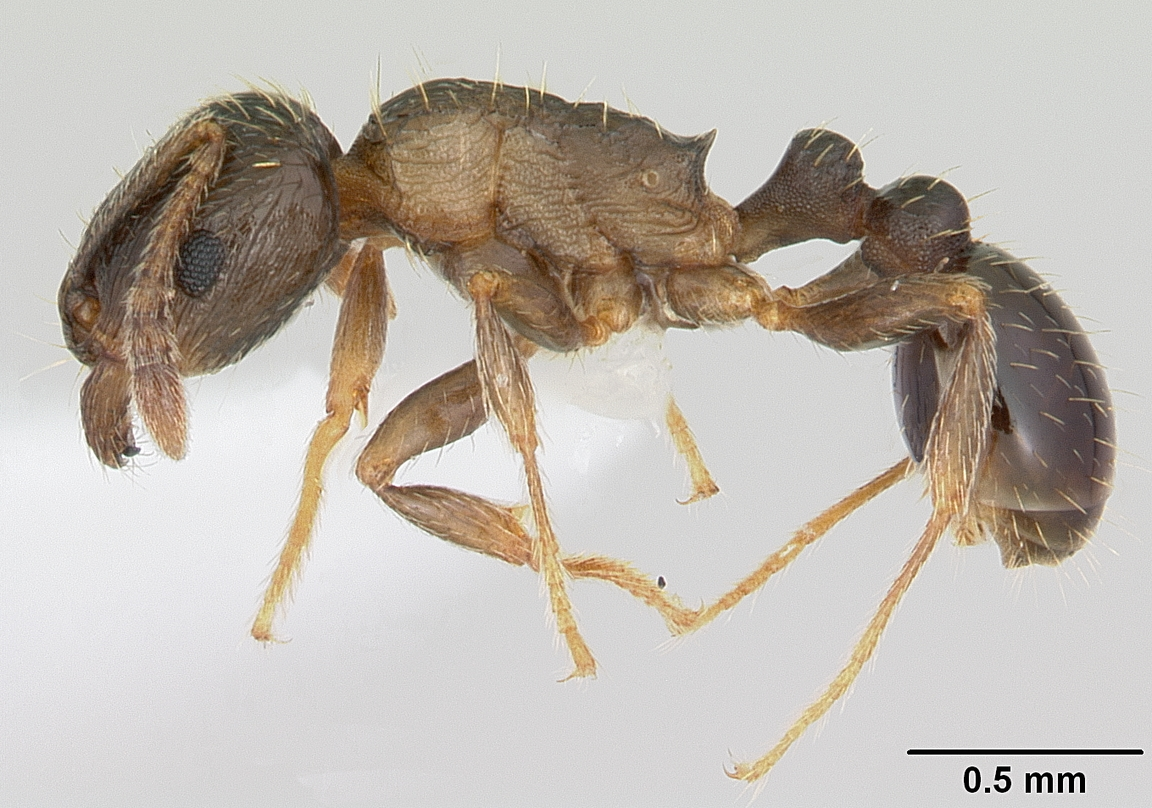
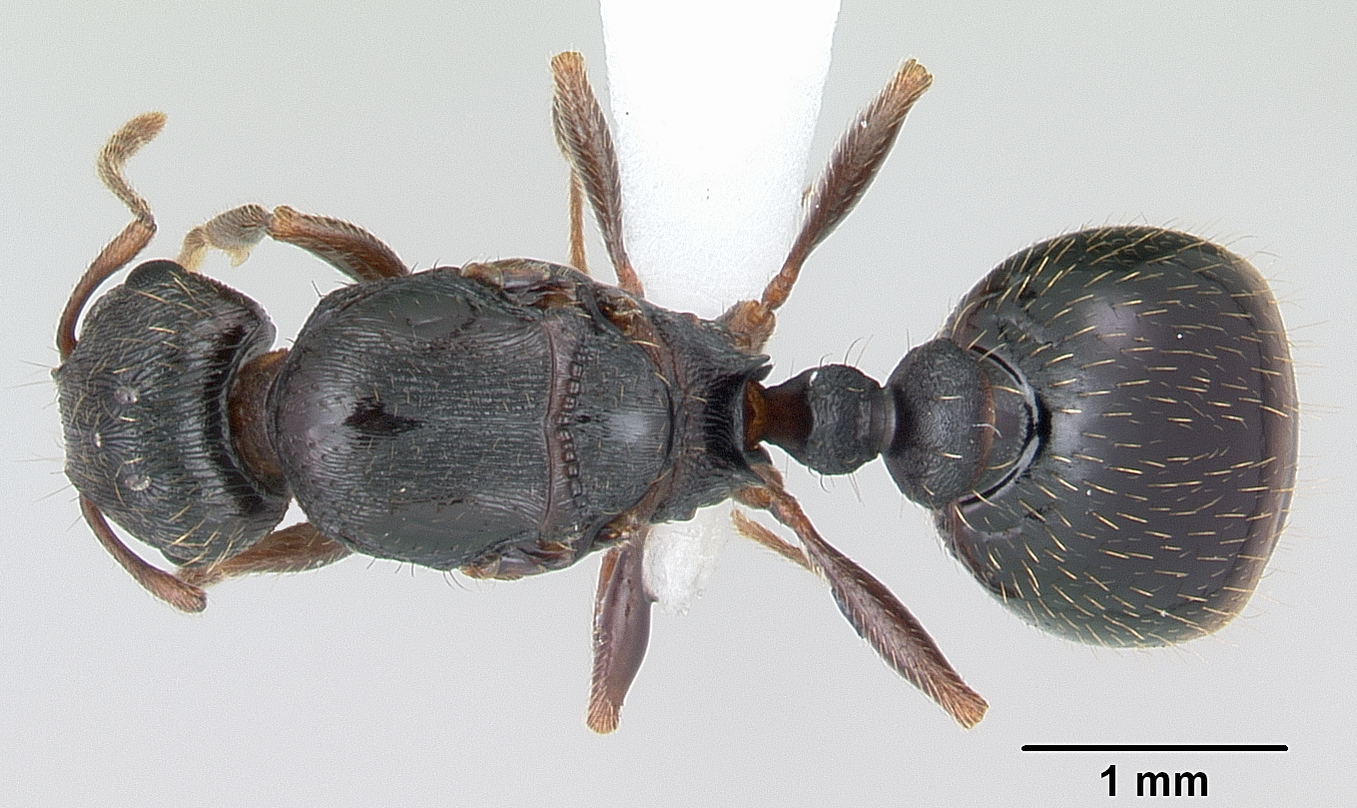
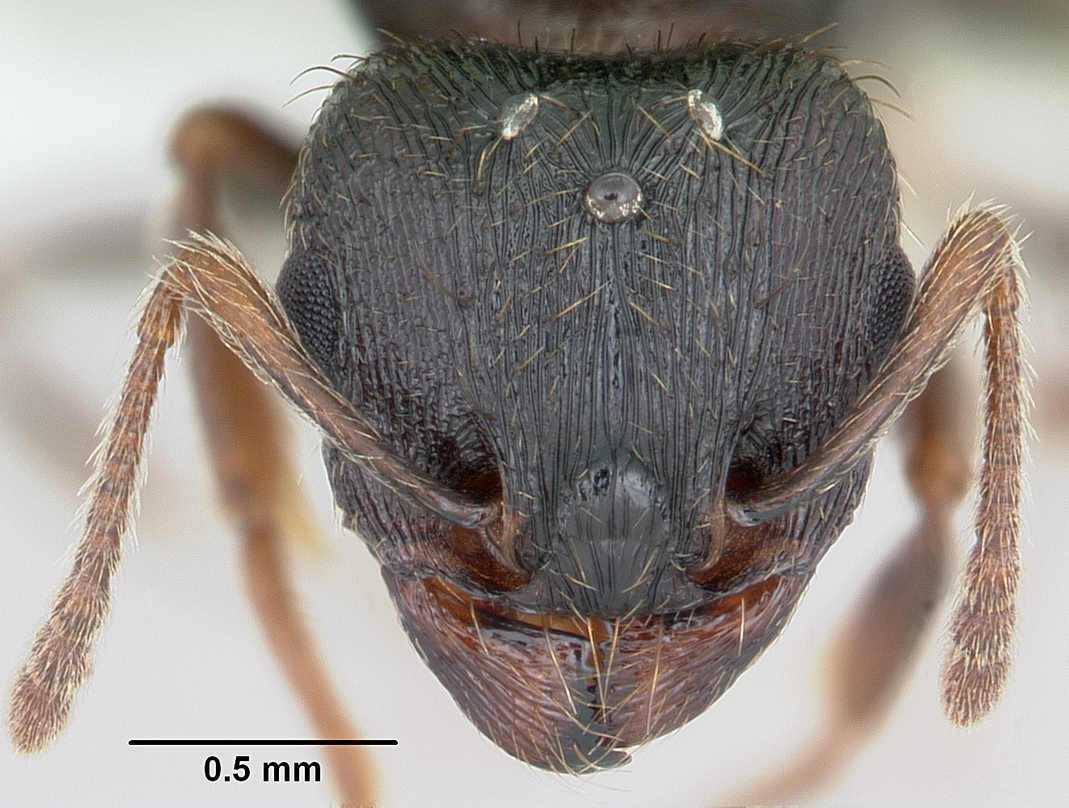